# 桜峠 (三重県)

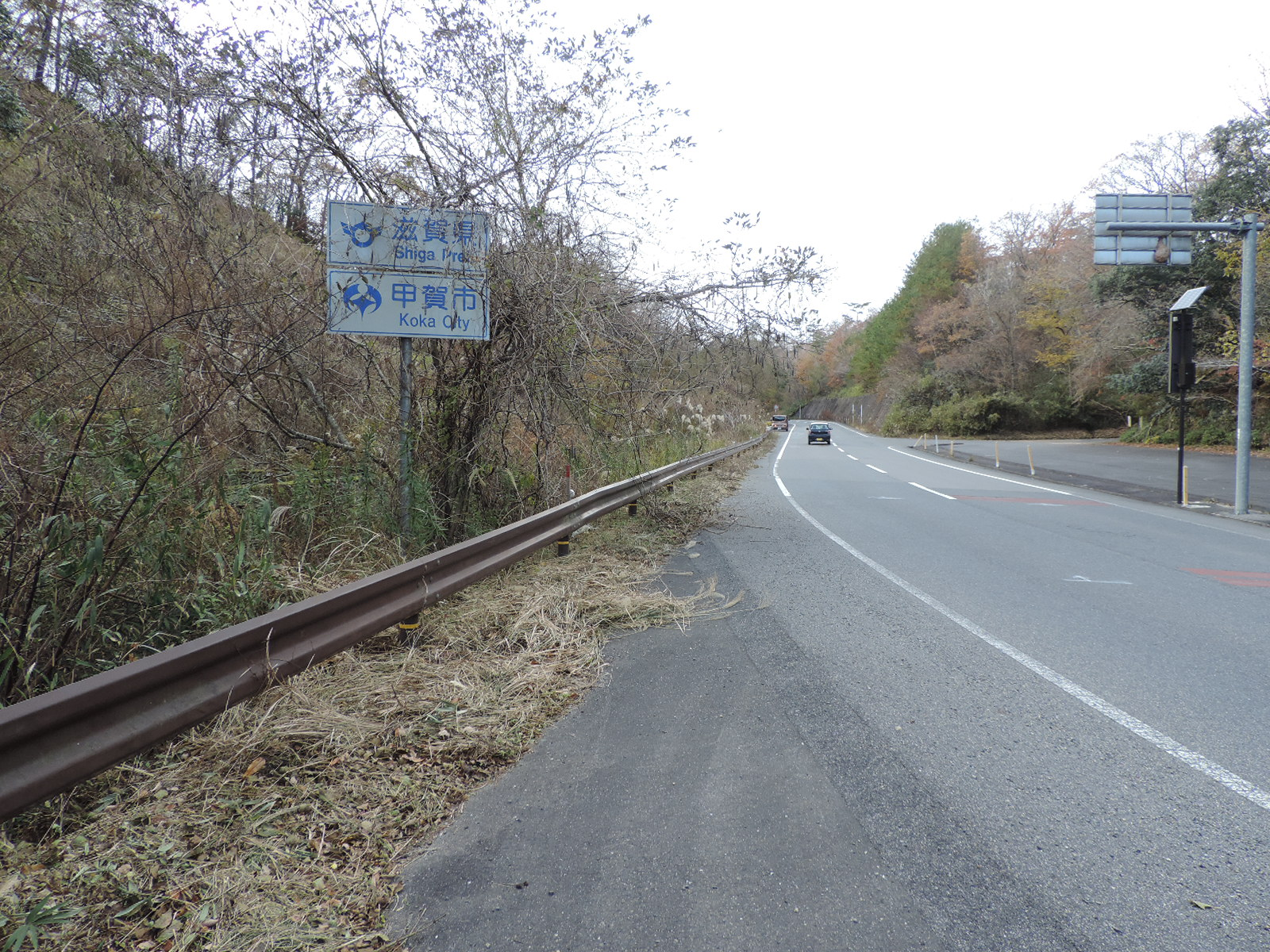
滋賀県甲賀市方面をのぞむ

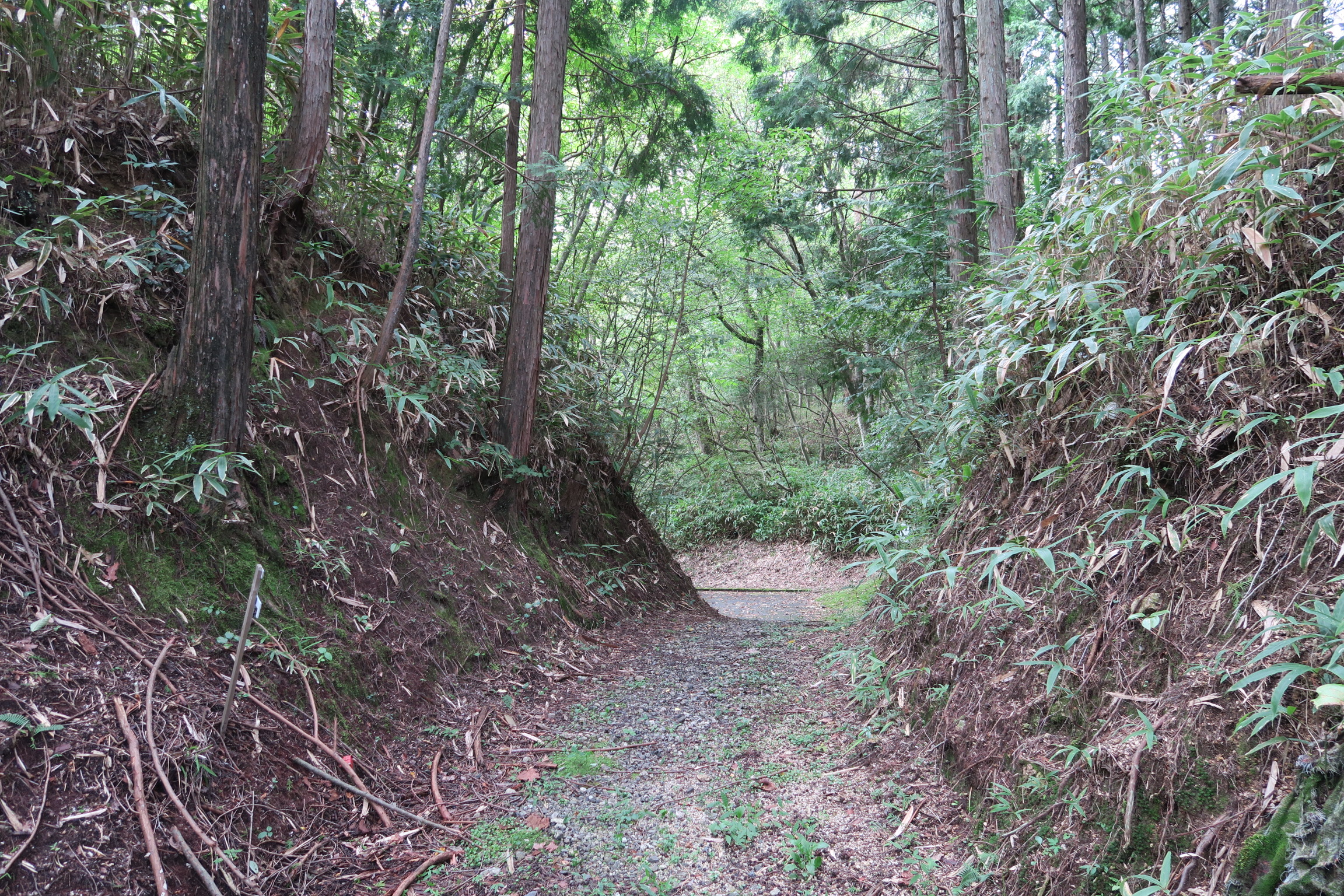
桜峠の古道

桜峠（さくらとうげ）は、三重県伊賀市と滋賀県甲賀市を隔てる峠である。峠の両側とも淀川水系である。

## 概要
標高320mの国道422号上の峠である。栂嶺峠（越）、丸柱峠（越）、信楽越、七里峠とも呼ばれる。かつては忍者で有名な伊賀流、甲賀流を分ける鈴鹿山脈の峠の一つとして、両流派の流通を隔てる難所の一つとなっていた。現在でも滋賀県と三重県を隔てているが、この両県を隔てる峠としては数少ない冬季通行止めにならない峠である。峠は滋賀県側にある大きなピークを越えて下ってすぐの小さなピークの方であり、県境もこちらに指定されている。
三重県には同名の峠が他に2ヶ所ある。それぞれ松阪市と多気郡多気町を隔てるものと、津市と伊賀市を隔てるものとであるが、それぞれに歴史上、地質学上の繋がりは無い。

## 道路状況
車両での通行が可能な峠である。片側1車線の確保されたアスファルト舗装のため通行に支障はないが、冬期は路面が凍結しやすいため走行には注意が必要である(6％の勾配)。
なお、2018年2月25日に三田坂バイパスが全線開通したため、伊賀市市街地とのアクセスが短縮化された。

## 了源上人遭難の地
1335年（建武2年）12月8日、佛光寺・興正寺7代目の宗主、了源上人が弟子の善了とともに殺害された。上人は流れる血で自らの衣に「我の死は宿業のあらわれである。この者を罪してはならない。心改め懺悔する気持ちがあるから、よく後生の道を教えよ」と書いて西に向かって合掌し、念仏を唱えつつ亡くなったという。伊賀市指定文化財。
桜峠の名前の由来は、了源上人が亡くなった際、積雪が鮮血で染まり、桜のように見えたことにちなむという説や元々の地名という説がある。

## 隣接する峠
- 三田坂